# Kidush
El Kidush (en hebreu: קידוש, literalment, "santificació") és la benedicció recitada sobre el vi o el suc de raïm per santificar el sàbat o una festa jueva. La Torà es refereix a dos requeriments referents al Shabat - "mantenir-lo" i "recordar-ho" (shamor i zachor). La llei jueva per tant requereix que el sàbat sigui observat en dos aspectes. Una persona ha de "mantenir-lo" abstenint-se de les trenta-nou activitats prohibides, i la persona ha de "recordar-ho" fent arranjaments especials per al dia, i específicament, a través de la cerimònia del kidush. El terme Kidush també es fa servir per referir-se al menjar cerimonial servit en una sinagoga després de la recitació del kidush a la conclusió dels serveis. Es serveixen begudes i en moltes ocasions: pastissos, galetes, i peix.